# Берт Лар
Берт Лар (англ. Bert Lahr, уроджений Ірвінг Ларгайм (англ. Irving Lahrheim), 13 серпня 1895 — 4 грудня 1967) — американський актор та комік, найбільш відомий за роллю Боягузливого Лева в знаменитій голлівудській екранізації казки Л. Френка Баума «Чарівник країни Оз» (1939).

## Життєпис
Берт Лар народився в Нью-Йорку в родині єврейських іммігрантів з Німеччини. У 15 років він кинув школу, щоб присвятити себе виступам у водевілях. У 1927 році відбувся його бродвейський дебют, а в 1930-х він був вже досить відомий в театральних колах Нью-Йорка, завдяки своїм ролям у мюзиклах, серед яких «Тримайтеся всі!» (1928-1929), «Високий політ» (1930) і «Дюбаррі була леді» (1939).
Крім театру Лар періодично з'являвся і на великому екрані, де тріумфальним для нього став 1939 рік, коли актор виконав роль Боягузливого Льва в знаменитому мюзиклі Віктора Флемінга «Чарівник країни Оз». Ця роль затьмарила всі його інші акторські роботи, і наступні роки Берт Лар задовольнявся лише невеликими появами на кіноекранах. Незважаючи на це актор продовжив свої успішні виступи на Бродвеї, ставши в 1964 році лауреатом театральної премії «Тоні», а з початку 1950-х став частим гостем на телебаченні.
Актор двічі був одружений. Шлюб з першою дружиною, Мерседес Делпіна, був анульований в 1940 році після того, як Лар був змушений помістити її в психіатричну клініку у зв'язку з її важким нервовим розладом. У тому ж році актор одружився з Мілдред Шредер, що народила двох їхніх дітей, з якою залишався разом до своєї смерті від раку 4 грудня 1967. 
У 1969 році його син, театральний критик з «The New Yorker» Джон Лар, опублікував про нього біографію — «Нотатки Боягузливого Лева — Біографія Берта Лара».

## Вибрана фільмографія
- 1944 «Познайомтеся з людьми» — командувач
- 1939 «Чарівник країни Оз» — Боягузливий Лев / Зік
- 1938 «За рогом» — Ґас
- 1931 «Честолюбний» — Расті